# Eddie Krnčević
Edward „Eddie“ Krnčević (* 14. August 1960 in Geelong, Australien) ist ein ehemaliger australischer Fußballspieler, der den größten Teil seiner Laufbahn in Belgien verbrachte und im Trikot des MSV Duisburg der erste Australier im deutschen Profifußball war. Generell gilt er als erster Spieler seines Landes, der im europäischen Fußball erfolgreich war. Später begann er in seinem Heimatland eine Laufbahn als Trainer.

## Vereinskarriere
Der Stürmer Krnčević, dessen Vorfahren einst von Kroatien nach Australien einwanderten, begann seine Laufbahn beim in Melbourne angesiedelten Verein Esserdon Croatia. Noch im Jugendalter schaffte er bei diesem 1977 den Sprung in die erste Mannschaft, welche in der obersten Liga des Bundesstaates Victoria antrat. Im Vorfeld der Saison 1979, welche zur damaligen Zeit über die Dauer des Kalenderjahrs ausgetragen wurde, gelang ihm der Wechsel zu Marconi Fairfield in die landesweite Spielklasse NSL. Am Ende seiner ersten Saison bei Marconi gewann er mit seinen Teamkollegen die Meisterschaft. Wenngleich die nachfolgenden Jahre aus Vereinssicht nicht derart erfolgreich verliefen, entwickelte sich Krnčević zu einem etablierten Spieler, der auch regelmäßig in die Nationalelf berufen wurde. Dadurch weckte er das Interesse des jugoslawischen Erstligisten Dinamo Zagreb, welcher ihn zu Jahresbeginn 1982 nach Kroatien und damit in das Herkunftsland seiner Eltern holte. 
Zwar holte er mit Zagreb am Ende der Spielzeit 1981/82 die Meisterschaft des damals noch bestehenden Staates Jugoslawien, allerdings war er bis dahin selbst lediglich ein Mal zum Einsatz gekommen. In der darauffolgenden Zeit wurde er hingegen regelmäßig berücksichtigt, ohne jedoch einen festen Stammplatz einzunehmen. Nach zweieinhalb Jahren in Kroatien wurde Krnčević für eine Ablösesumme von 100.000 Deutschen Mark an den westdeutschen Zweitligisten MSV Duisburg abgegeben. Zustande gekommen war dieser Wechsel durch die Vermittlung der Trainer Rudi Gutendorf und Branko Zebec. In Duisburg präsentierte er sich als erster Australier im deutschen Profifußball und wurde auch regelmäßig aufgeboten, konnte die mit ihm verbundenen hohen Erwartungen aber nicht hinreichend erfüllen. Aufgrund dessen wurde er im Januar 1985 an den belgischen Erstligisten Cercle Brügge verliehen.
In Brügge nahm der Australier einen Stammplatz ein und gewann mit der Mannschaft 1985 den Landespokal. Zudem präsentierte er sich mit zwölf Treffern in der Saison 1985/86 als torgefährlich und weckte damit das Interesse des Hauptstadtklubs RSC Anderlecht. Im Sommer 1986 wechselte er zum amtierenden Meister Anderlecht, wo er mit 16 Toren an seine vorausgehenden Leistungen anknüpfen konnte und mit seiner Mannschaft den Titel verteidigte. Während der noch laufenden Saison kam es im März 1988 zu seiner kurzzeitigen Rückkehr nach Australien, wo er sich erneut Marconi Fairfield anschloss. Während der Spielzeit 1988/89 stürmte er hingegen wieder für Anderlecht und erreichte mit 23 geschossenen Toren die beste Trefferzahl seiner gesamten Laufbahn. In der Liga belegte sein Team den zweiten Platz und konnte gleichzeitig im Pokalwettbewerb den Titel holen.
1989 wechselte Krnčević erneut in ein anderes Land – das fünfte seiner Laufbahn – und unterschrieb beim französischen Erstligaaufsteiger FC Mulhouse. Bei diesem nahm er einen Stammplatz ein und erzielte sieben Tore, konnte damit den direkten Wiederabstieg jedoch nicht verhindern. Daraufhin kehrte er 1990 nach Belgien zurück, wo er sich in der ersten Liga dem RFC Lüttich anschloss. An die Erfolge der Vorjahre konnte er dort weder bezüglich seiner Tore noch der Platzierungen seiner Mannschaft anknüpfen. 1992 wechselte er zum Zweitligisten Eendracht Aalst, mit welchem ihm zwei Jahre darauf noch einmal die Rückkehr in die höchste Spielklasse Belgiens gelang. Als Viertplatzierter konnte sich der Aufsteiger im darauffolgenden Jahr sogar für den europäischen Wettbewerb qualifizieren, allerdings wechselte Krnčević im Sommer 1995 zum Ligarivalen RSC Charleroi. 1996 kehrte er schließlich nach mehr als 14 fast ununterbrochenen Jahren in Europa in seine australische Heimat zurück. Dort ließ der damals 36-Jährige beim Erstligisten Gippsland Falcons seine Karriere ausklingen und hörte 1997 mit dem aktiven Fußballspielen auf.

## Nationalmannschaft
Bereits während seiner Jugend lief Krnčević von 1977 an für australische Nachwuchsauswahlteams auf. 1979 gelang ihm der Sprung in die A-Nationalelf Australiens, für welche er bei einer Begegnung gegen den serbischen Klub Partizan Belgrad zum Einsatz kam. Hierbei handelte es sich – ebenso wie bei einigen weiteren Partien in der nachfolgenden Zeit – um eine nicht als offizielles Länderspiel gewertete Testbegegnung gegen eine Vereinsmannschaft. In der darauffolgenden Zeit wurde er regelmäßig berücksichtigt und nahm unter dem deutschen Trainer Rudi Gutendorf an der Ozeanienmeisterschaft 1980 teil. Im Verlauf des Turniers erzielte er fünf Treffer, stand beim Finalerfolg seines Landes gegen Tahiti allerdings nicht selbst auf dem Feld. 
Australien verpasste die Qualifikation für die Weltmeisterschaft 1982, ohnehin wurde Krnčević nach seinem 1981 erfolgten Wechsel ins Ausland nicht weiter berücksichtigt. Erst 1989 kehrte er ins Team zurück, um an zwei Partien gegen Israel teilzunehmen. Damit endete nach 35 Einsätzen mit 17 Treffern – darunter 20 offizielle Länderspiele mit 4 erzielten Toren – seine Laufbahn in der Nationalelf.

## Trainerlaufbahn
Direkt im Anschluss an seine Spielerlaufbahn übernahm Krnčević 1997 das Traineramt beim Carlton SC, welcher als neugegründeter Verein an der höchsten australischen Liga teilnehmen sollte. Diesen führte er am Ende der Spielzeit 1997/98 ins Finale um die Landesmeisterschaft, welches allerdings mit 1:2 gegen den South Melbourne FC verloren ging. In der nächsten Saison konnte die Mannschaft nicht an ihren Erfolg anknüpfen und 1999 verließ der Trainer den Klub, um sich dem Ligarivalen Marconi Fairfield anzuschließen. Daran anschließend übernahm er von 2001 bis 2002 den South Melbourne FC. Nach einer längeren Zeit außerhalb des Profifußballs war er von September 2010 bis Dezember 2011 erneut als Trainer für South Melbourne tätig.